# 1,3-茚满二酮
1,3-茚满二酮（英語：1,3-Indandione，有时候也简称为茚满二酮）是分子式为C6H4(CO)2CH2的双环有机化合物，是以茚满为骨架的β-二酮，常温常压下为无色或淡黄绿色固体。